# Третье поколение игровых систем
Эпоха 8-битных приставок является третьим поколением игровых систем и первым после кризиса игровой индустрии 1983 года. Переход на плиточные фоны и реализация спрайтами даже мелких спецэффектов были ключевым скачком в геймдизайне. Консоли-предшественники также использовали 8-битные процессоры, однако «по битам» домашние игровые приставки стали обозначаться, начиная с третьего поколения — следующее поколение рекламировалось как 16-битное. Наиболее популярными системами третьего поколения стали Nintendo Entertainment System, Sega Master System и Atari 7800.
Потеря Atari контроля над изданием игр, одна из причин кризиса 1983, не прошла стороной: начиная с третьего поколения производители консолей использовали ценообразование бритв и лезвий, продавая приставку с минимальной прибылью или даже в убыток, но отыгрываясь на картриджах.

## Технические особенности
К тому времени на сцену вышли домашние компьютеры, и приставки начали конкурировать с ними — если не качеством изображения, то качеством игр. Касательно графики — предлагались плиточные фоны с прокруткой, одновременно отображаемых цветов от 8 до 32: так, Famicom/NES/Dendy показывал восемь палитр по три цвета.
Сильно улучшился звук — в приставках были многоканальные тоно- и шумогенераторы. Это дало гармоничную, но сильно ограниченную музыку, и в те времена саундтреки обладали выраженной мелодией.
Основной носитель — картридж ПЗУ, идут эксперименты с аудиокассетами и дискетами. Контроллер всё ещё не стандартизирован: производители предлагают разнообразные пульты и джойстики. Решение, впоследствии вошедшее во все приставки,— игровой пульт Nintendo Famicom.
Одно из немногих портативных устройств традиционной схемы (консоль-компьютер с картриджами ПЗУ) — не снискавший успеха Epoch Game Pocket Computer (1984). Остальные устройства имели самую разную конструкцию: сверхпопулярный Game & Watch (1980—1991) — законченное нерасширяемое устройство; страдавший от аппаратных проблем Palmtex Super Micro (1984) — картриджи-процессоры. Другие источники относят всю эту конкуренцию ко второму поколению и говорят, что единственный, кто держался на карманном рынке третьего поколения,— это улучшенные Game & Watch.

## История
Поколение началось с того, что японские компании, Sega и Nintendo, решили также выйти на рынок игровых приставок. Sega выпустила две приставки, SG-1000 и Mark III, а её конкурент Nintendo — Famicom. Компаниями предполагалось, что все они будут только для японского рынка. Однако Famicom стала очень популярна в Японии, и Nintendo решила выйти на мировой рынок. С этим компания обратилась к Atari, которая занимала основную долю рынка видеоигр в остальном мире, с предложением о лицензировании Famicom и её распространения. Было заключено соглашение, подписание которого должно было состояться на Consumer Electronics Show в июле 1983 года.
Однако на той же CES компания Coleco выставила свой домашний компьютер Coleco Adam, на котором демонстрировалась игра Donkey Kong, разработанная Nintendo. В то время Atari имела эксклюзивные права на распространение игр Nintendo на домашних компьютерах, а Coleco располагала эксклюзивными правами на игру на игровых приставках. Однако, так как представители Atari понимали, что Adam является домашним компьютером, они отложили подписание соглашения с Nintendo и попросили компанию решить вопрос с правами. Проблема была разрешена, однако во время её решения произошёл кризис игровой индустрии 1983 года, и Atari стала терять влияние на рынке. С этим у Nintendo не осталось конкурента на рынке, и компания решила выходить на него самостоятельно.
Вначале компания представила Famicom в январе 1985 года на зимней CES в виде приставки Nintendo Advanced Video System, сокращённо NAVS. Джойпады приставки были беспроводными и работали с ней с помощью инфракрасного порта, и в комплект также должен был входить световой пистолет. Планировалось, что NAVS выйдет в продажу весной 1985 года. Однако этого не случилось, и приставка была показана снова на летней CES в июне того же года, в обновлённом виде, под названием Nintendo Entertainment System. Система была выпущена в октябре 1985 года в качестве эксперимента в пределах Нью-Йорка, с игрой Super Mario Bros. Эксперимент прошёл успешно и показал, что люди, несмотря на кризис 1983 года, всё же хотят играть в игры. После этого система была выпущена во всей Северной Америке в феврале 1986 года по цене в 159 долларов США.
Однако популярность Famicom в Японии была настолько высокой по сравнению с популярностью NES в Северной Америке, что обозреватель Computer Gaming World отметил, что «Nintendo-безумие» оказалось мало замеченным американскими разработчиками игр, поскольку «почти вся работа делалась в Японии». У Nintendo в 1987 году было 65 % доли рынка; у Atari Corporation было 24 %, у Sega — 8 %, у других компаний — 3 %. Популярность японских приставок выросла настолько быстро, что в 1988 году издатель Epyx отметил, что по сравнению с индустрией видеоигр в 1984 году, которую компания назвала «мертвой», рынок картриджей Nintendo был больше, чем всего остального программного обеспечения для домашних компьютеров.
Nintendo за 1988 год продала семь миллионов экземпляров NES, почти столько же сколько было продано экземпляров домашнего компьютера Commodore 64 за первые пять лет его жизни. Журнал Compute! сообщил, что популярность приставки от Nintendo негативно повлияла на продажи за рождественский сезон того же года у других компаний по разработке компьютерных игр, что вызвало серьёзные финансовые проблемы у некоторых из них. После более чем десятилетия создания игр для домашних компьютеров, компания Epyx в 1989 году полностью перешла на создание приставочных игр.
К 1990 году 30 % американских домохозяйств владели NES по сравнению с 23 % домохозяйств, владевших каким-либо персональным компьютером, а социальное давление на детей со стороны сверстников по поводу наличия приставки было настолько велико, что даже дети разработчиков компьютерных игр требовали их, несмотря на отказ родителей и наличие у них дома самых современных компьютеров и программного обеспечения. Как сообщал в 1992 году Computer Gaming World, «дети, которые не имеют доступа к видеоиграм, так же культурно изолированы, как и дети нашего собственного поколения, чьи родители отказались покупать телевизор».

## Игровые системы третьего поколения

### Консоли
| Название               | SG-1000                                                                                            | Famicom/NES | Master System | Atari 7800                                                                    |
| ---------------------- | -------------------------------------------------------------------------------------------------- | --- | --- | ----------------------------------------------------------------------------- |
| Производитель          | Sega                                                                                               | Nintendo | Sega | Atari                                                                         |
| Консоль                | | | |                                                                               |
| Начальная цена         | ¥15 000                                                                                            | ¥14 800 US$159,99 | ¥24 200 US$199,99 | US$140,00                                                                     |
| Дата выхода            | 15 июля 1983                                                                                       | 15 июля 1983 18 октября 1985 февраль 1986 1 сентября 1986 1987                                                                                          | 20 октября 1985 1 июня 1986 1 сентября 1987 | июнь 1986 1 сентября 1987                                                     |
| Дата окончания продаж  | октября 1985                                                                                       | 1995 23 сентября 2003 | 1991 1992 1996 | 1992                                                                          |
| Носители               | - Картриджи - Кассеты (при использовании клавиатуры) - Карты памяти (при использовании аксессуара) | Картриджи Дискеты (только в Японии) | Картриджи и карты памяти | Картриджи                                                                     |
| Бестселлеры            | Неизвестно                                                                                         | Super Mario Bros. (шла в комплекте с консолью), 40,23 млн.(на 1999 год) Super Mario Bros. 3, 18 млн. (на Май 21, 2003)                                  | Hang-On и Safari Hunt (шла в комплекте с консолью) | Pole Position II (шла в комплекте с консолью)                                 |
| Обратная совместимость | Нет                                                                                                | Нет | Sega SG-1000 (только для японских приставок) | Atari 2600                                                                    |
| Аксессуары (отдельно)  | - Bike Handle Controller - Card Catcher - Sega Handle Controller - Sega Rapid Fire Unit - SK-1100  | - Famicom Data Recorder - Famicom Disk System - NES Advantage - NES Satellite - NES Zapper - Mattel Power Glove - NES Power Pad - NES R.O.B.            | - Light Phaser - Sega 3-D Glasses - Sega Control Stick - Sega Handle Controller - Sega Paddle Control - Sega Pro Action Replay - Sega Remote Control System - Sega Rapid-Fire Unit - Sega SG Commander - Sega Sports Pad | - XG-1                                                                        |
| Процессор              | Zilog Z80 3,58 МГц                                                                                 | Ricoh 2A03 (на основе MOS Technology 6502) 1,79 МГц (1,66 МГц PAL)                                                                                      | Zilog Z80A 4 МГц | Собственный, 6502C (на основе MOS Technology 6502) 1,79 МГц                   |
| Память                 | | 2 KB main RAM 2 KB video RAM 256 bytes sprite RAM 28 bytes palette RAM                                                                                  | 8 KB main RAM 16 KB video RAM | 4 KB main RAM                                                                 |
| Видео                  | | 64 sprites (8 per scanline) 256x240 resolution 25 simultaneous colors 53 color palette                                                                  | 128 colors (16 colors with 8 intensity levels each) | Unlimited sprites 320x200 resolution 25 simultaneous colors 256 color palette |
| Аудио                  | | Mono audio with: - Two square waves - One triangle wave - One noise generator - One DPCM channel - One FM synthesizer (Famicom Disk system, Japan only) | Mono audio with: - Three square waves - One noise generator - 9-channel, 2-operator FM synthesizer (Japan only) | Mono audio with: - Two square waves                                           |

## Портативные консоли
Nintendo’s Game & Watch помогла создать серию портативных игровых консолей и выпускалась до 1991 года. Большинство игр Game & Watch позже было переиздано на приставках Nintendo.

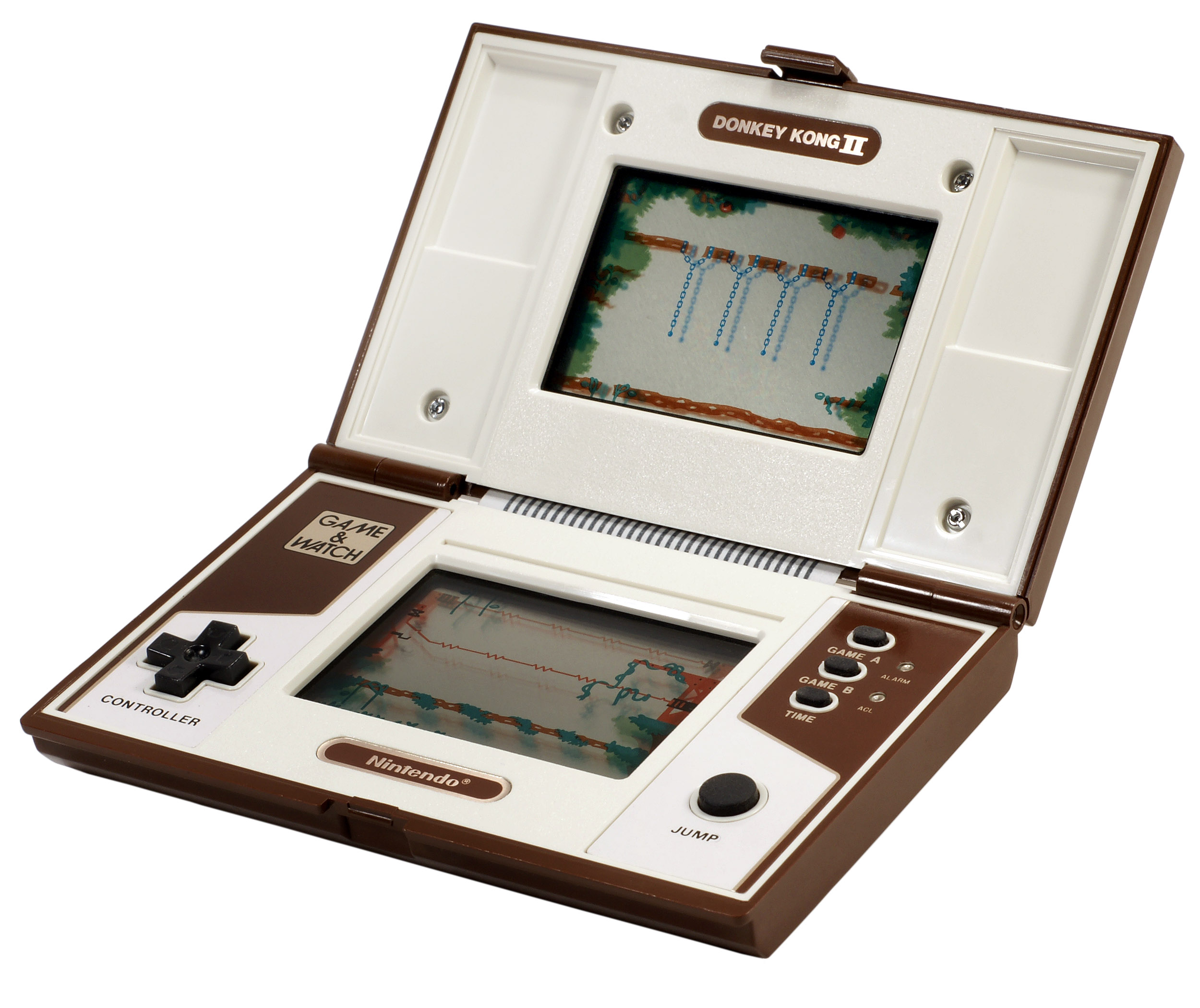
Nintendo Game & Watch (Released 1980-1991)

## Список игровых систем, сделанных в третьем поколении

### Домашние консоли
| Название                                      | Дата выхода | Производитель      |
| --------------------------------------------- | ----------- | ------------------ |
| RDI Halcyon                                   | 1985        | RDI Video Systems  |
| PV-1000                                       | 1983        | Casio              |
| Commodore 64GS                                | 1990        | Commodore          |
| Amstrad GX4000                                | 1990        | Amstrad            |
| Atari 7800                                    | 1984        | Atari Corporation  |
| Atari XEGS                                    | 1987        | Atari Corporation  |
| Sega SG-1000                                  | 1983        | Sega               |
| Sega SG-1000 II                               | 1984        | Sega               |
| Sega Master System / Sega Mark III            | 1985        | Sega               |
| Nintendo Entertainment System (NES) / Famicom | 1983        | Nintendo           |
| C1 NES TV / Sharp Nintendo Television         | 1983        | Nintendo / Sharp   |
| NES-101 / AV Famicom                          | 1993        | Nintendo           |
| Famicom Disk System (только Япония)           | 1986        | Nintendo           |
| Zemmix                                        | 1985        | Daewoo Electronics |
| Action Max                                    | 1987        | Worlds of Wonder   |

### Портативные консоли
| Название   | Дата выхода | Производитель |
| ---------- | ----------- | ------------- |
| Game&Watch | 1980        | Nintendo      |